# Nähmaschinennadel

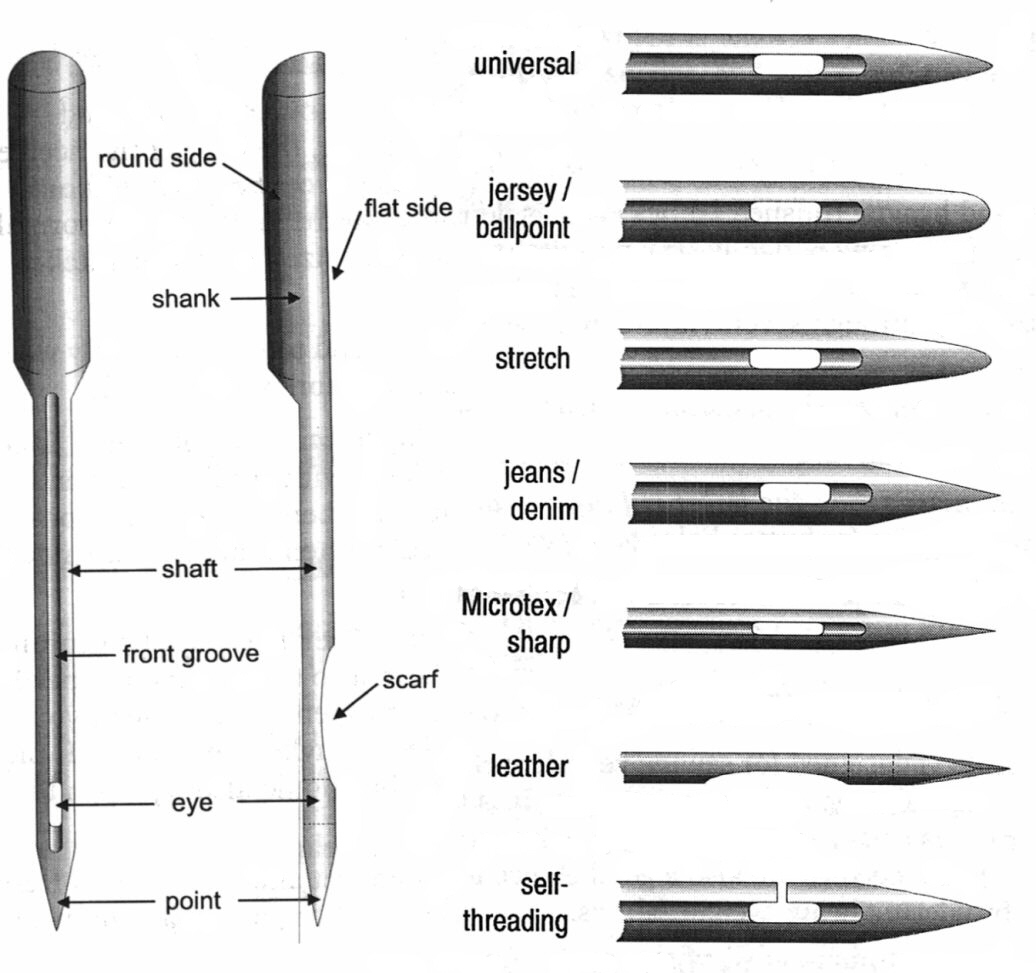
Vergleich einzelner Teile verschiedener Nähmaschinennadeln

Eine Nähmaschinennadel ist eine spezielle Nadel, die in Nähmaschinen benutzt wird. Sie besteht aus:
- Kolben – wird in der Nadelstange des Nadelantriebes befestigt
- Schaft – verbindet Kolben und Nadelspitze
- Nadelrillen – führen den Faden zum und vom Öhr
- Nadelöhr – trägt den Faden
- Nadelspitze – durchsticht das Material, das genäht wird[1]

## Nadelsystem
Nähmaschinennadeln werden primär nach Nadelsystem eingeteilt. Ein Nadelsystem bezeichnet die Geometrie der Nadel, insbesondere Durchmesser und Länge des Kolbens, Abstand von der Kolbenstirn zum Öhr, Größe und Position der Hohlkehle. Viele Nadelsysteme werden zusätzlich in Subsysteme unterteilt, die Variationen der Hauptsysteme darstellen. Damit eine Nähmaschine erfolgreich Stiche bilden kann, wird das korrekte Nadelsystem vorausgesetzt.
Handelsübliche Nähmaschinen für den Hausgebrauch verwenden meistens Nadeln mit Flachkolben vom System 130/705H, welches seltener auch als HAx1 bezeichnet wird. Es gibt jedoch auch Sondergeometrien mit verbesserten Stichformationseigenschaften wie zum Beispiel ELx705 für Overlock- und Coverstitch-Maschinen. Der abgeflachte Kolben erleichtert das Einsetzen in der richtigen Position.
Industrienähmaschinen kennen deutlich mehr Systeme, und die Bezeichnungen variieren je nach Hersteller. Es gibt jedoch Standard-Systeme für gewisse Anwendungen, die besonders häufig anzutreffen sind:
- Steppstichmaschinen verwenden meistens das System 134 mit 2 mm Kolbendurchmesser, seltener (vor allem in Japan) das System DBx1 mit 1,63 mm Kolbendurchmesser, das auch 1738 (bis zu Größe Nm 110) und 1738A (ab Größe Nm 120) bezeichnet wird.
- Kettstichmaschinen (darunter Coverstitch-Maschinen und manche Kappnahtmaschinen) verwenden meistens das System UY 128 GAS, oder ein daraus abgeleitetes System. Diese Nadeln weisen eine zweite Rille auf der Seite der Hohlkehle auf, um das Garn besser zu schützen.
- Flachnahtmaschinen verwenden meistens das System UY 118 GAS.
- Overlock-Maschinen verwenden sehr unterschiedliche Systeme, hier gibt es keinen Standard.
- Blindstichmaschinen verwenden immer gebogene Nadeln, um nur die Oberfläche des Stoffes zu penetrieren, und nicht auf der rechten Seite sichtbar zu sein. Auch hier gibt es zahlreiche unterschiedliche Nadelsysteme je nach Hersteller und Einsatzzweck.

Zu erwähnen ist auch, dass einige Hersteller Sondergeometrien und Spezialbeschichtungen herstellen, die in gewissen Anwendungsbereichen ein besseres Nahtbild und eine verlässlichere Stichbildung erzeugen. Unter anderem gibt es folgende Sondergeometrien:
- Nadeln für zarte Wirkware, die Löcher im Stoff und Fehlstiche reduzieren. Dazu gehören KN und SF von Schmetz und Organ, sowie SAN 10 und SAN 10 XS von Groz Beckert[4][5].
- Nadeln für erhöhte Stabilität (zum Beispiel für die Jeansverarbeitung), die Fehlstiche und Nadelbruch reduzieren. Dazu gehören SAN 6 von Groz Beckert, SERV 7 von Schmetz und NY2 von Organ[6][4].
- Titannitrid-beschichtete Nadeln für längere Standzeiten und weniger Verschleiß, wie der Zusatz PD von Organ, TN bzw. Gold von Schmetz, GEBEDUR von Groz Beckert. Im Gegensatz zur herkömmlichen Chrom-Beschichtung ist eine Titannitrid-Beschichtung härter, stabiler gegen Abnutzung, und resistenter gegen Ablenkung durch dicke Nahtstellen.

## Nadelstärken
| US | EU  | Stoffart |
| -- | --- | --- |
| 8  | 60  | Seide, Spitzenstoffe, dünne Stoffe |
| 9  | 65  | Chiffon |
| 10 | 70  | Futterstoffe, Baumwolle, Synthetikstoffe                                                                                               |
| 11 | 75  | Baumwollbatist, Chambray, Musselin, Organza, Satin, Taft, Kunstleder                                                                   |
| 12 | 80  | Hemdstoffe, Polsterwatte, Baumwolle, Synthetikstoffe, Kaschmir, Chally, Wollkrepp, Vichykairo, Jersey, Kunstleder                      |
| 14 | 90  | Leinen, Baumwollsatin, Kaschmir, Flanell, Gabardine, Mohair, Schottentuch, Tweed, Chintz, Jersey, Frottee, Samt, Kunstfell, Kunstleder |
| 16 | 100 | Jeansstoff |
| 18 | 110 | Leder, Vinyl, Polster, PVC, Leinwandgewebe                                                                                             |
| 20 | 120 | dicker Jeansstoff, starkes Canvas, dickes Leder                                                                                        |

## Nadelstärken zu Garnstärken
Die verwendete Nadel sollte in ihrer Nadelstärke immer zu der Stärke des verwendeten Garnes passen.
| Nadelstärke | Garnstärke (Polyester) | Garnstärke (Baumwolle) |
| ----------- | ---------------------- | ---------------------- |
| 60-70       | 180-150                | 65-70                  |
| 70-80       | 150-120                | 55-60                  |
| 80-90       | 120-100                | 45-50                  |
| 90-100      | 100-70                 | 35-40                  |
| 100-110     | 70-50                  | 25-30                  |
| 110-120     | 50-30                  | 15-20                  |
| 120-130     | 30-10                  | 10                     |

## Arten
Die meisten der derzeit hergestellten Nähmaschinennadeln fallen in eine der folgenden Kategorien:
| Nadel       | Buchstaben-Code | Verwendung                               |
| ----------- | --------------- | ---------------------------------------- |
| Universal   | H               | nicht elastische Stoffe                  |
| Jeans/Denim | H-J             | Jeansstoffe                              |
| Jersey      | H-S             | elastische Stoffe                        |
| Stretch     | H-S             | hochelastische und elastische Stoffe     |
| Microtex    | H-M             | beschichtete Gewebe, Folien, Seide       |
| Leder       | H-LL            | Leder                                    |
| Sticken     | H-E             | Sticken von dickeren Fäden und Wollfäden |
| Stepp/Quilt | H-Q             | Stepparbeiten, Patchwork                 |
| Zwilling    | H-ZWI           | dehnbare Stoffe                          |

## Schmetz Farbmarkierungen
Schmetz nutzt Farbstreifen auf dem Konus der jeweiligen Nadel, um ihre Nadelstärke und ihren Verwendungszweck zu markieren. Die obere Farbe steht für die Art der Nadel, die untere Farbe für die Stärke.
| Farbe      | Nadel           |
| ---------- | --------------- |
| gelb       | Stretch-Nadel   |
| blau       | Jeans-Nadel     |
| orange     | Jersey-Nadel    |
| grün       | Stepp-Nadel     |
| rot        | Stick-Nadel     |
| lila       | Microtex-Nadel  |
| pink       | Metallic-Nadel  |
| hellgrün   | Nachstick-Nadel |
| braun      | Leder-Nadel     |
| schwarz    | Overlock-Nadeln |
| ohne Farbe | andere          |

| Farbe      | Nadelstärke |
| ---------- | ----------- |
| rot        | 130         |
| schwarz    | 125         |
| braun      | 120         |
| gelb       | 110         |
| lila       | 100         |
| blau       | 90          |
| orange     | 80          |
| rosa       | 75          |
| grün       | 70          |
| hellgrau   | 65          |
| helltürkis | 60          |